# Hemieuxoa janakpura
Hemieuxoa janakpura là một loài bướm đêm trong họ Noctuidae.